# توماس بي باربر
توماس بي باربر (بالإنجليزية: Thomas P. Barber) هو مهندس معماري أمريكي، ولد في 31 يناير 1863، وتوفي في 27 ديسمبر 1932.